# Aleksej Aleksandrovič Surkov
Aleksej Aleksandrovič Surkov (in russo Алексей Александрович Сурков?; Serednevo, 13 ottobre 1899 – Mosca, 14 giugno 1983) è stato un poeta, critico letterario e politico sovietico.

## Biografia
Durante la seconda guerra mondiale fu corrispondente presso la battaglia di Mosca e il fronte bielorusso. Autore di diverse opere, fu insignito dell'ordine della Stella rossa (2 volte), dell'ordine della Bandiera rossa, del premio Stalin (2 volte) e dell'ordine di Lenin (4 volte).